# TCO Boeny
Terrible de la Côte Ouest Boeny w skrócie TCO Boeny – madagaskarski klub piłkarski z siedzibą w Mahajandze, występujący niegdyś w pierwszej lidze madagaskarskiej.

## Sukcesy
- Puchar Madagaskaru[1]:
  - zwycięstwo (1):  2012.

## Występy w afrykańskich pucharach
| Sezon | Rozgrywki           | Runda   | Kraj     | Klub                   | Dom | Wyjazd | Dwumecz      |
| ----- | ------------------- | ------- | -------- | ---------------------- | --- | ------ | ------------ |
| 2013  | Puchar Konfederacji | wstępna | Eswatini | Mbabane Highlanders FC | 1–2 | 2–1    | 3–3 (k. 5–3) |
| 2013  | Puchar Konfederacji | 1       | Egipt    | Ismaily SC             | 2–2 | 0–2    | 2–4          |

## Stadion
Domowe mecze klub rozgrywa na stadionie o nazwie Stade Alexandre Rabemananjara w Mahajandze, który może pomieścić 2000 widzów.